# NGC 3198
NGC 3198 est une galaxie spirale barrée relativement rapprochée et située dans la constellation de la Grande Ourse. NGC 3198 a été découverte par l'astronome germano-britannique William Herschel en 1788.

## Caractéristiques
Sa vitesse par rapport au fond diffus cosmologique est de 879 ± 15 km/s, ce qui correspond à une distance de Hubble de 13,0 ± 0,9 Mpc (∼42,4 millions d'al).
La classe de luminosité de NGC 3198 est III et elle présente une large raie HI. Elle renferme également des régions d'hydrogène ionisé. De plus, c'est possiblement une galaxie du champ, c'est-à-dire qu'elle n'appartient pas à un amas ou un groupe et qu'elle est donc gravitationnellement isolée.
La luminosité de la galaxie NGC 3227 dans l'infrarouge lointain (de 40 à 400 µm)  est égale à 8,71 × 109 {\displaystyle L_{\odot }} (109,94{\displaystyle L_{\odot }}) et sa luminosité totale dans l'infrarouge (de 8 à 1 000 µm) est de 1,35 × 1010 {\displaystyle L_{\odot }} (1010,13{\displaystyle L_{\odot }}).
À ce jour, 52 mesures non basées sur le décalage vers le rouge (redshift) donnent une distance de 12,833 ± 2,758 Mpc (∼41,9 millions d'al), ce qui est presque égale à la distance de Hubble.

## Trou noir supermassif
Si on se base sur les mesures de luminosité de la bande K de l'infrarouge proche du bulbe de NGC 3198, on obtient une valeur de 106,4 {\displaystyle M_{\odot }} (2,5 millions de masses solaires) pour le trou noir supermassif qui s'y trouve.

## Supernova
Deux supernovas ont été découvertes dans NGC 3198 : SN 1966J et SN 1999bw.

### SN 1966J
Cette supernova a été découverte le 20 décembre 1966 par l'astronome suisse Paul Wild de l'université de Berne. Cette supernova était de type Ia.

### SN 1999bw
Cette supernova a été découverte le 15 avril 1999 par W.D. Li de l'université de Californie à Berkeley dans le cadre du programme LOSS (Lick Observatory Supernova Search) de l'observatoire Lick. Cette supernova était de type IIn/LBV.

## Galerie

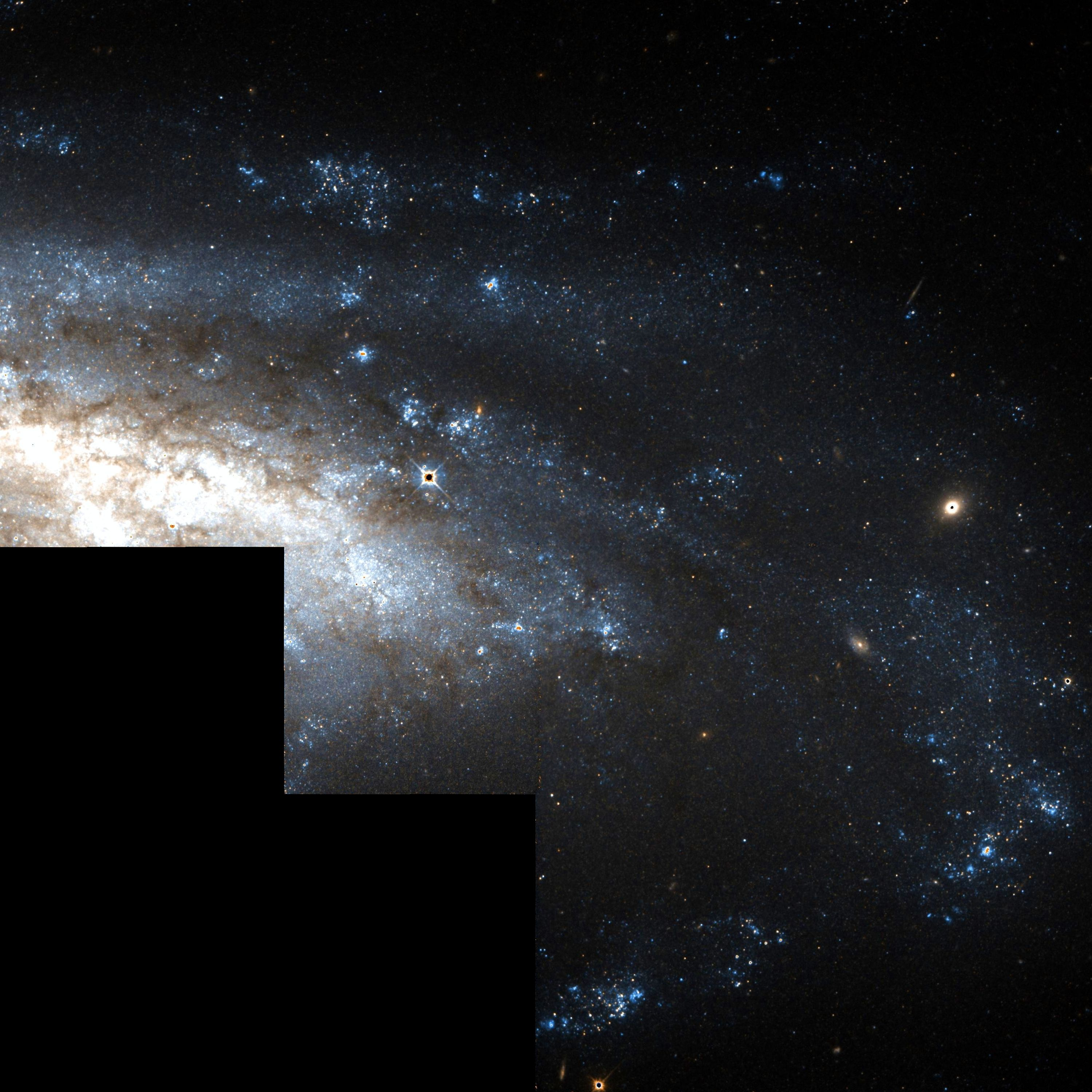
NGC 3198 par le télescope spatial Hubble.
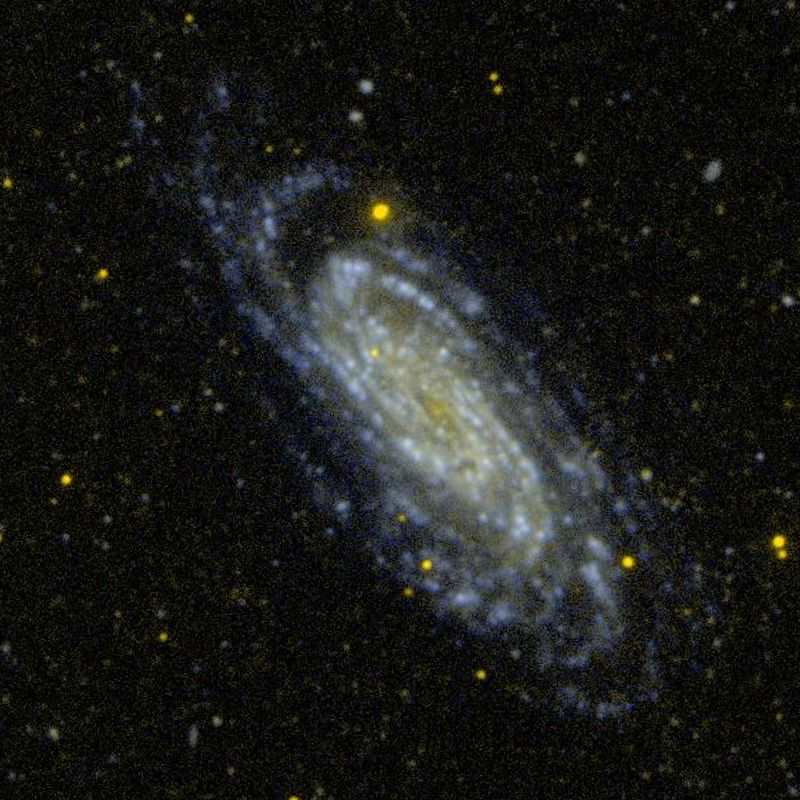
NGC 3198 dans le domaine de l'ultraviolet par GALEX
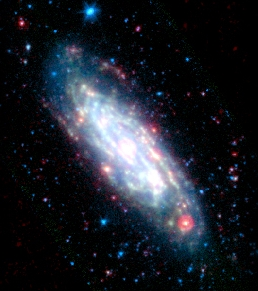
NGC 3198 dans le domaine de l'infrarouge par le télescope spatial Spitzer.